# Yuan T. Lee

Yuan Tseh Lee (kinesisk: 李遠哲; pinyin: Lǐ Yuǎnzhé; Wade–Giles: Li³ Yüan³-che²; Pe̍h-ōe-jī: Lí Oán-tiat; født 19. november 1936) er en taiwanesisk kemiker og Professor emeritus på University of California, Berkeley. Han var den første nobelprismodtager fra Taiwan, da han sammen med den ungarsk-canadiske John C. Polanyi og den amerikanske Dudley R. Herschbach modtog nobelprisen i kemi i 1986 "for deres bidrag til dynamikken i kemiske elementarprocessor".